# Leptochiton hirasei
Leptochiton hirasei är en blötdjursart som först beskrevs av Is. och Iw. Taki 1929.  Leptochiton hirasei ingår i släktet Leptochiton och familjen Leptochitonidae. Inga underarter finns listade i Catalogue of Life.